# 石倉町 (前橋市)
石倉町（いしくらまち）は、群馬県前橋市の地名。石倉町と石倉町一丁目から五丁目からなる。郵便番号は371-0841。面積は0.83km2(2013年現在)。

## 地理
前橋市の西部、前橋台地、利根川右岸に位置している。

### 隣接地区
- 紅雲町
- 大手町
- 岩神町
- 下石倉町
- 元総社町
- 大友町

### 河川
- 利根川

## 歴史
戦国時代頃からある地名である。江戸時代に入ると「内藤分」という地名になった。内藤分村ははじめ総社藩領、寛永10年に高崎藩領、元禄8年からは前橋藩領だった。

### 年表
- 1889年4月1日 町村制施行により、内藤分村が元総社村、大友村、大渡村と合併し西群馬郡元総社村が成立する。
- 1896年4月1日 郡の統合（西群馬郡と片岡郡の統合）により、元総社村が群馬郡に所属する。
- 1917年 元総社村の大字であった「内藤分」は石倉と改称される
- 1954年4月1日 周辺1町5村（上川淵村、下川淵村、芳賀村、桂萱村、群馬郡東村、総社町）とともに元総社村は前橋市へ編入する。そのため前橋市石倉町となる。
- 1958年 一部が現在の石倉町2-3丁目となる。
- 1974年 一部が現在の石倉町1丁目となる。古市町の一部を編入し、1-3丁目となる。
- 1975年 一部が大渡町1-2丁目となる。総社町総社、大友町の各一部を編入し、石倉町1-3､5丁目となる。
- 1977年 一部が大友町1-3丁目となる。
- 1978年 一部が小相木町1丁目、古市町1丁目、新前橋町、下石倉町になる。
- 1983年 総社町総社、大渡町、石倉町の各一部を編入する。

## 世帯数と人口
2017年（平成29年）8月31日現在の世帯数と人口は以下の通りである。
| 丁目・町丁   | 世帯数    | 人口    |
| ------------ | --------- | ------- |
| 石倉町       | 38世帯    | 332人   |
| 石倉町一丁目 | 167世帯   | 358人   |
| 石倉町二丁目 | 187世帯   | 368人   |
| 石倉町三丁目 | 181世帯   | 341人   |
| 石倉町四丁目 | 254世帯   | 469人   |
| 石倉町五丁目 | 291世帯   | 567人   |
| 計           | 1,118世帯 | 2,174人 |

## 小・中学校の学区
市立小・中学校に通う場合、学区は以下の通りとなる。
| 丁目・町丁   | 番地 | 小学校                 | 中学校               |
| ------------ | ---- | ---------------------- | -------------------- |
| 石倉町       | 全域 | 前橋市立元総社南小学校 | 前橋市立元総社中学校 |
| 石倉町一丁目 | 全域 | 前橋市立元総社南小学校 | 前橋市立元総社中学校 |
| 石倉町二丁目 | 一部 | 前橋市立元総社南小学校 | 前橋市立元総社中学校 |
| 石倉町二丁目 | 一部 | 前橋市立元総社小学校   | 前橋市立元総社中学校 |
| 石倉町三丁目 | 全域 | 前橋市立元総社小学校   | 前橋市立元総社中学校 |
| 石倉町四丁目 | 全域 | 前橋市立元総社小学校   | 前橋市立元総社中学校 |
| 石倉町五丁目 | 全域 | 前橋市立元総社小学校   | 前橋市立元総社中学校 |

## 交通

### 鉄道
上越線の線路があるが、鉄道駅はない。
前橋駅の当初の所在地であり、跡地に記念碑が設置されている。

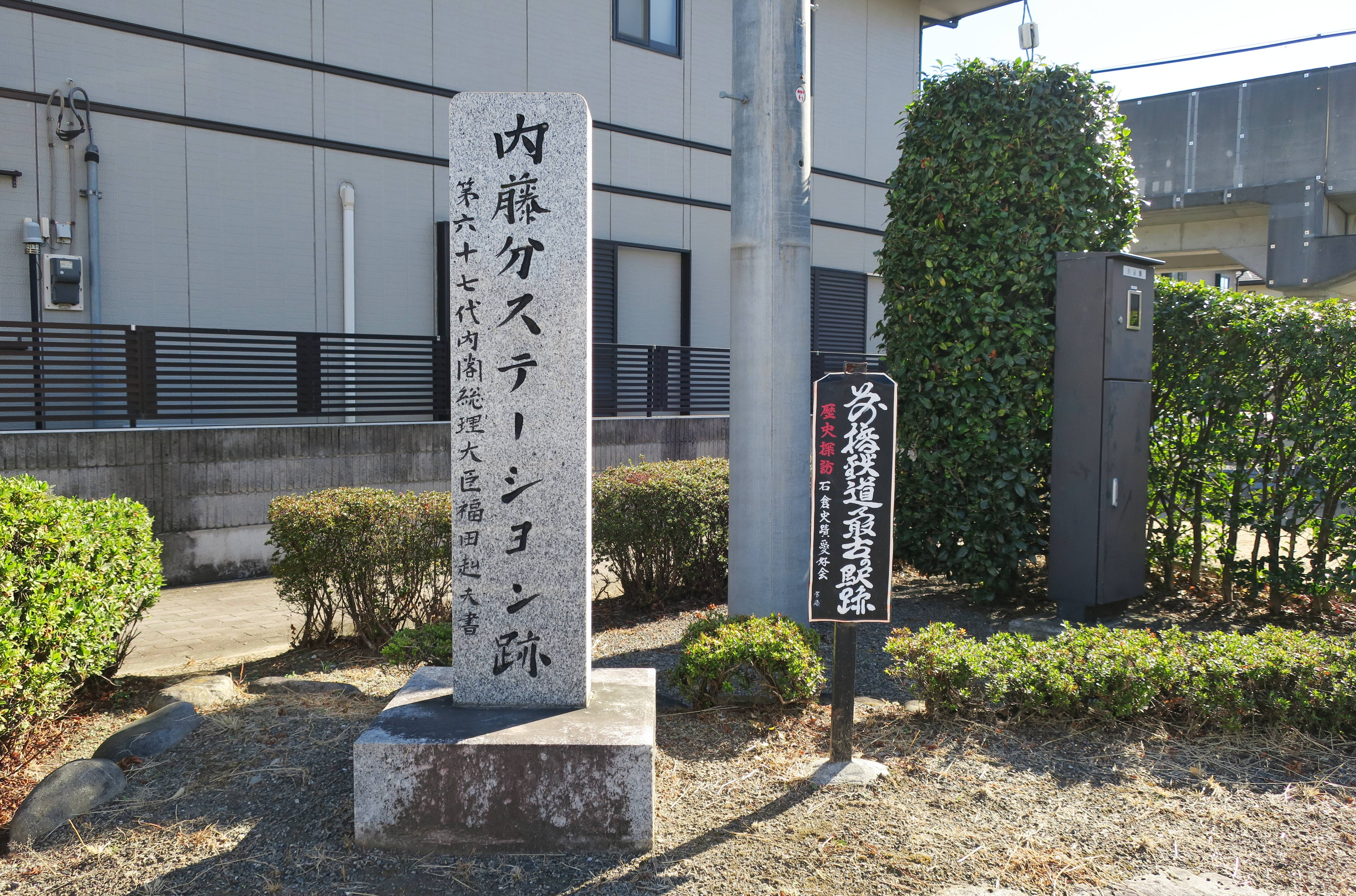
内藤分ステーション跡
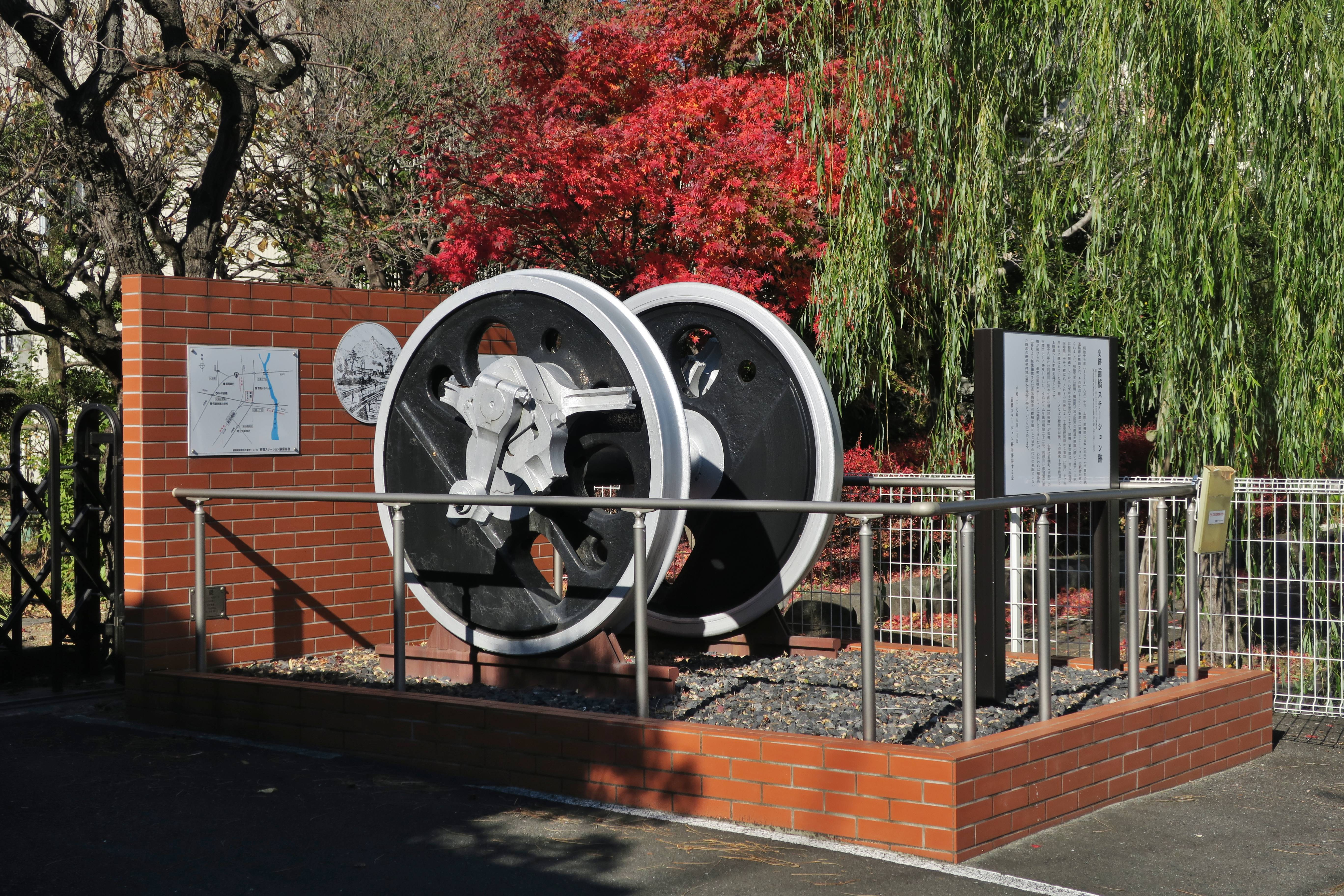
前橋ステーション跡

### 道路
国道は国道17号が通っている。県道は群馬県道10号前橋安中富岡線、群馬県道12号前橋高崎線、群馬県道・埼玉県道13号前橋長瀞線、群馬県道105号総社石倉線、群馬県道109号石倉前橋停車場線が通っている。

## 施設
- 石倉城
- 石倉城二の丸公園
- 前橋ロングサンドホテル
- ホテルサンダーソン

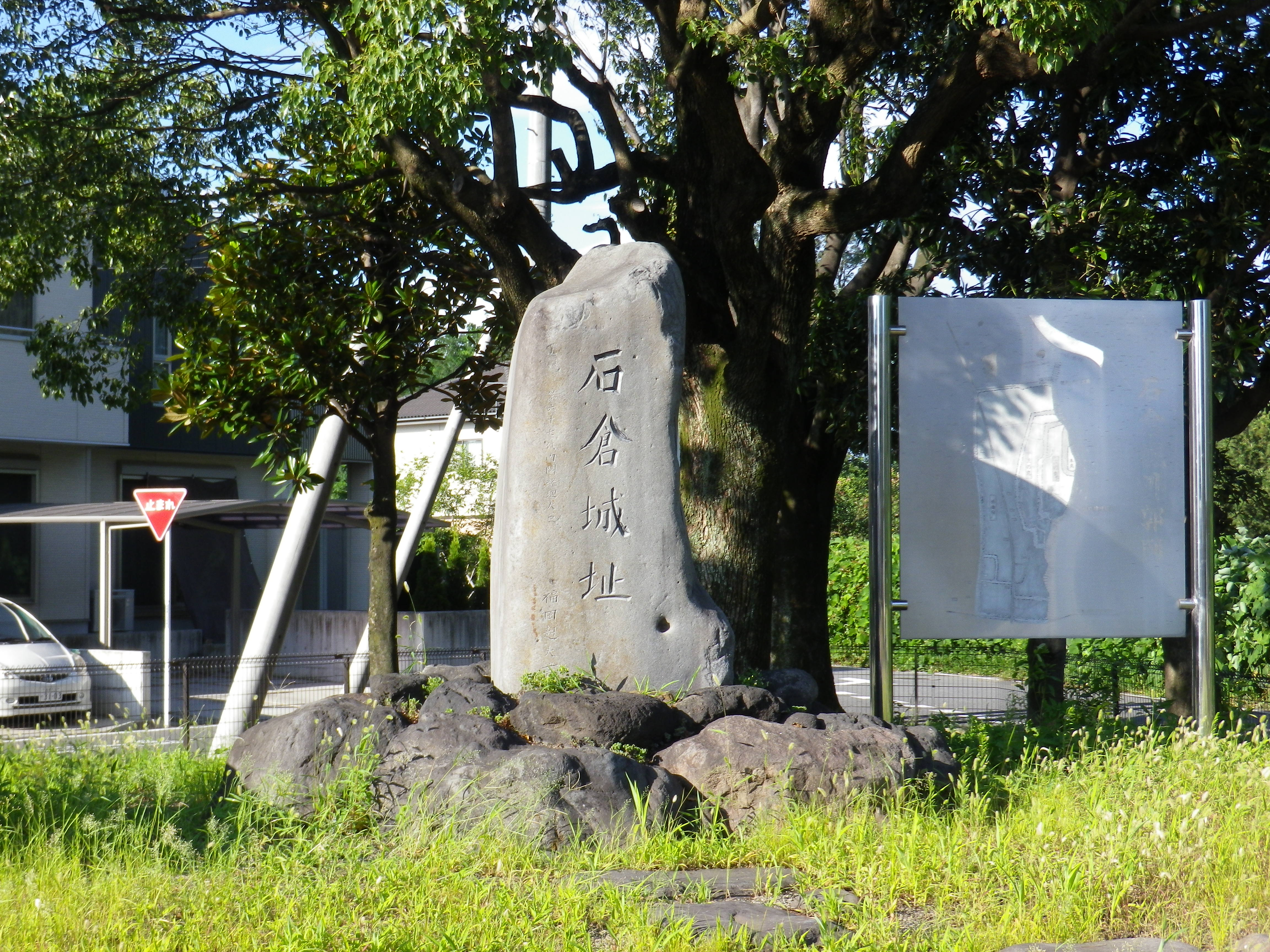
石倉城址

- 部落解放同盟群馬県連合会（群馬県部落解放センター内）[6]